# Hemiclepsis charwardamensis
Hemiclepsis charwardamensis (лат.) — вид плоских пиявок (Glossiphoniidae).

## Название
Видовой эпитет charwardamensis указывает на место нахождения вида при описании — топоним Chharwardam. В пределах статьи, где приводится описание вида как нового, встречается три орфографических варианта его названия: Hemiclepsis charwardamensis, Hemiclepsis chharwardamensis и Hemiclepsis ischharwardamensis. Среди них валидным является Hemiclepsis charwardamensis, поскольку именно оно было выбрано в качестве такового ревизирующим автором в последующих работах (ст. 24.2.3 Международного кодекса зоологической номенклатуры). Однако в дальнейшем автор описания использует вариант Hemiclepsis chharwardamensis.

## Описание
Общая длина тела Hemiclepsis charwardamensis составляет 7,5 мм, ширина — 1,5 мм. Тело широкое, уплощённо-цилиндрическое, серого цвета. Головной конец явственно отделён более узкой перетяжкой от остального тела. Спинная сторона в средней части тела с сосочками.
Передняя присоска исследованного экземпляра имеет диаметр 0,5 мм, задняя — 1 мм. Обе присоски имеют практически правильно округлую форму. Сообщается, что передняя присоска несёт «подковообразные челюсти» (не вполне ясно, какая структура имеется в виду, так как хоботные пиявки не имеют челюстей в том смысле, в котором этот термин применяется по отношению к ротовому аппарату челюстных пиявок). 
Глаз две пары, глаза передней пары меньше задних, расположены ближе друг к другу. 
Желудок с 9 парами неразветвлённых карманов (отростков). 

## Образ жизни и распространение
В описании указывается, что вид питается кровью моллюсков и рыб, однако, по-видимому, в действительности никто процесса питания не наблюдал, а это предположение носит спекулятивный характер.
Известна исключительно по единственной находке в озере в округе Бокаро штата Джаркханд (Индия).